# Diplodira
Diplodira là một chi bướm đêm thuộc họ Erebidae.